# Lindmania holstii
Lindmania holstii (лат. Lindmania holstii) — растение из рода Линдмания семейства Бромелиевые (лат. Bromeliaceae) подсемейства Питкерниевые (лат. Pitcairnioideae).

## Авторы названия вида
Вид Lindmania holstii был изучен и описан такими американскими ботаниками, как Джулиан Альфред Стейермарк и Лайман Брэдфорд Смит.

## Распространение
Растение Lindmania holstii встречается в Венесуэле, где является эндемичным видом.